# ドナルド・トランプのレトリック

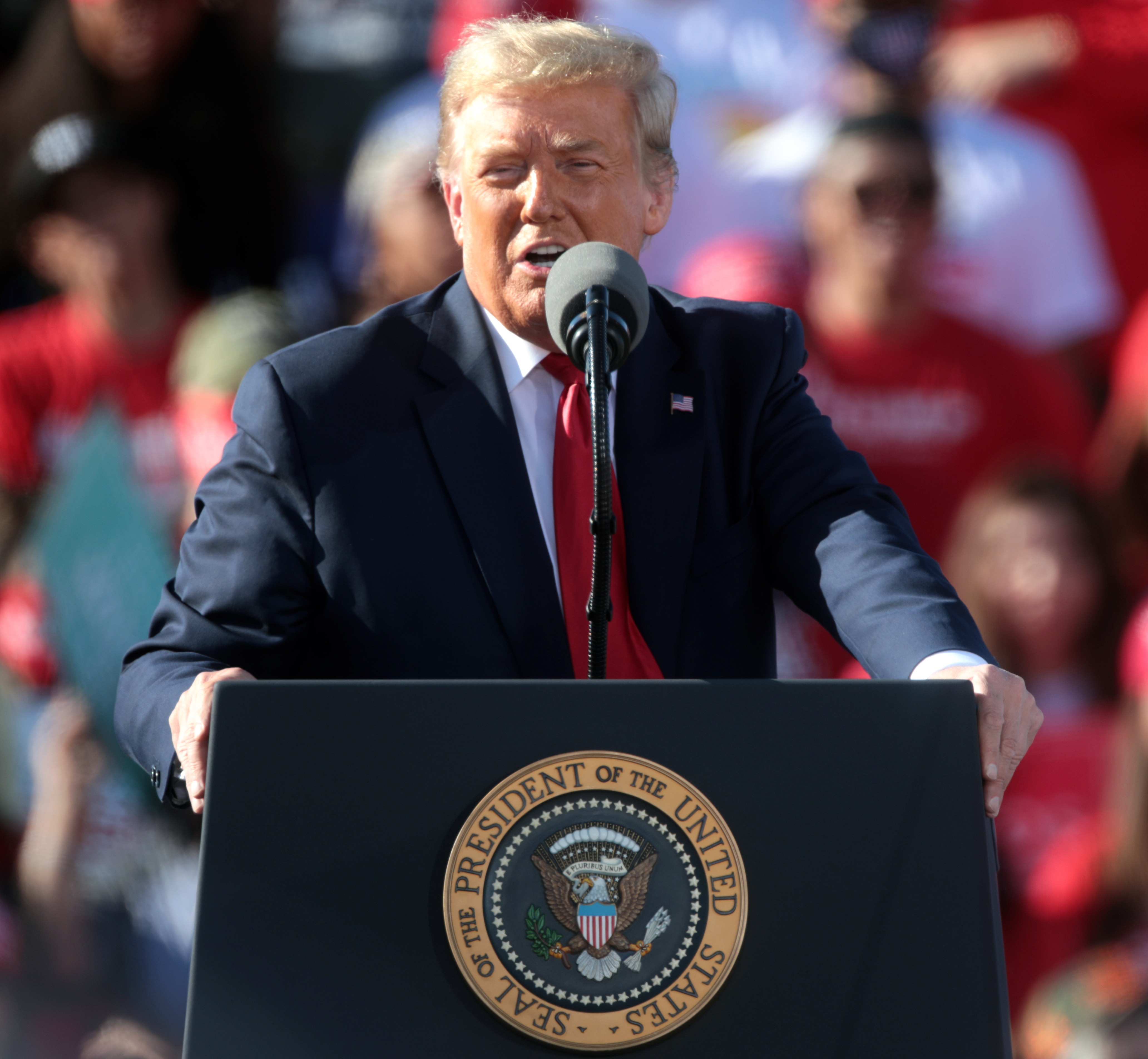
2020年10月、アリゾナ州での集会で演説するトランプ大統領

第45代および第47代アメリカ合衆国大統領であるドナルド・トランプのレトリックは、ポピュリスト的、国家主義的また対決的な独特のスタイルが広く認識されており、言語学者、政治学者、コミュニケーション専門家による広範な分析の対象となっている。トランプの修辞技法は直截で荒削りであるとされ、危機や分断、忠誠心を強調し、腐敗した政治的エスタブリッシュメントと戦う部外者として自身を位置づけるものである。彼のコミュニケーション戦略の中心には、有権者の不安に共鳴する感情的アピール、過去のアメリカにあった「偉大さ」の回復の約束、そして彼のメッセージを強調し広範な聴衆にアピールする、単純で繰り返しの多い言語の使用がある。
トランプのレトリックはしばしば複雑な問題を二項対立的な用語で枠組み化し、「常に」(always)や「決して」(never)などの断言的な単語により妥協のない立場を表明する。この戦略は分極化した世界観を作り出し、聴衆に政治的対立者や外部からの脅威を国家に対する実存的危険として見るよう促す。また彼の修辞的スタイルは多数の虚偽の使用によっても特徴づけられ、時にはアナリストが「虚偽の放水」と呼ぶプロパガンダ技術を活用することもある。情報拡散へのこのアプローチ—純粋な量と速度によって特徴づけられる—は、ファクトチェック機構を圧倒し、支持者の間で彼の物語をさらに定着させる。
トランプは彼の政治的経歴を通じて、特に移民・犯罪・政敵について語る際に、非人間化を伴う用語や暴力的な比喩を含む扇動的な言語を使用することで知られてきた。彼の修辞は一部の学者によって、政治的敵意さらには暴力の増加と関連付けられており、それは敵と認識した勢力に対する直接的または暗示的な脅迫をしばしば伴う。さらに、彼のスピーチは頻繁にポピュリスト的なテーマを取り入れ、特定のグループや個人に特定の社会問題についての責任を押し付けており、複数の研究者はこのような行為が米国内の不信感と分断の雰囲気に寄与していると指摘している。
批判者らはトランプのコミュニケーションスタイルが権威主義者のマニュアルから借用されたものだと主張し、スケープゴートの使用、ナショナリズムへの訴え、メディアに対する攻撃的レトリックを挙げている。支持者はトランプのレトリックをポリティカル・コレクトネスや政治的エスタブリッシュメントからの爽快な離脱と見なす一方、批判者は民主的規範を侵食し分裂を助長するものだと主張している。このような修辞的技法はトランプのアメリカの政治へもたらした影響の核心的要素であり、2024年の3回目の連続キャンペーンは最終的に成功した。

## 概観
トランプのレトリックは、政治的、経済的、社会的問題に対する国家主義的な回答を示唆するポピュリスト的政治手法にその根源がある。それは絶対主義的なフレーミングと脅威物語を採用し、政治的エスタブリッシュメントの拒絶を特徴とする。トランプのレトリックには三段階の戦略が見出され、それは「（１）現在の状況の何が間違っているかを聴衆に伝え、（２）個人や国を損失と危機の状態に置くことに責任を持つ政治的主体を特定し、（３）人々が高リスクのアウトサイダー候補（自身）を選ぶことで過去の偉大さを回復できるとする、抽象的な道筋を示す」というものである。トランプのレトリックはこのような「危機の物語」を創造し、有権者の間に不安感を植え付け、更にそれを根絶することを約束するという、自作自演的な手法に依存している。彼の絶対主義的なレトリックは交渉不可能な境界とその侵害に対する道徳的な憤りを強調する。またそれは真実性よりも聴衆の反応を重要視するトランプが事実として提示する多数の虚偽が特徴で、これらは大きな嘘や虚偽の放水プロパガンダ技術として説明される。
トランプの情景構成（問題を描写する登場人物と舞台の紹介）は、悪意ある力や来るべき勝利を説明するために「完全に(totally)」、「絶対に(absolutely)」、「すべてが(every)」、「完全な(complete)」、「永遠に(forever)」といった断言的な言葉を使用する。例えば、トランプはジョン・ケリーを「完全な災害(total disaster)」と表現し、またオバマケアは「アメリカの医療を永遠に破壊する(destroy American health care forever)」とも述べた。ケネス・バークはこの種の「すべてか無か」という演出をバーレスク的修辞学の特徴と呼んだ。
2024年までに、『ニューヨーク・タイムズ』はトランプのスピーチが「より陰鬱で、より過激で、より長大で、より怒りに満ち、より焦点が定まらず、より下品で、ますます過去に執着している」と報じ、専門家はそれを支離滅裂、接線的で、加齢と認知機能低下の可能性のある結果として行動の脱抑制の可能性があると分析している。彼の集会の長さは2016年には45分であったのに対して2024年には82分にまで伸びており、また「常に」や「決して」などの二者択一的な用語の使用が13％増加しており、また否定的な言葉が肯定的な言葉より32％多く（2016年は21%）、罵り言葉の使用が69％増加していることも判明した。

### 分析
研究によれば、トランプのレトリックは憎悪的な表現、他者を貶める言葉、誤った等価関係、排除的言説、そして移民、犯罪、マイノリティに対する恐怖扇動を多用しており、これが彼の支持に不可欠であるとしている。トランプは政治学者が非人間化と呼ぶ修辞法を多用し、これは彼の支持者による物理的暴力との関連性が指摘されている。社会学者のアーリー・ラッセル・ホックシールドはトランプのレトリックにおける感情的テーマが根本的であると述べ、「支配、虚勢、明確さ、国家的誇り、個人的な高揚を喚起する彼のスピーチは感情的な変容を引き起こす」と記し、これらが「感情的な自己利益」と深く共鳴すると指摘している。ある研究は、扇情的な人種差別的修辞の使用がトランプ政権の初年度に発生した重要な環境規制緩和に寄与したことを示唆している。著者らによれば、これはその標的を非人間化し、民主的規範を侵食し、支持基盤の中で感情的に共鳴し怨恨を煽ることによって権力を集中するという政治的目的に役立ったが、最も重要なのは、まさにその過激な逸脱的性質のために、メディアの注目を集め、規制緩和政策づくりから気をそらすという役割を果たしたとしている。
市民権弁護士のバート・ニューボーンと政治理論家のウィリアム・E・コノリーによれば、トランプのレトリックはドイツのファシストが使用したものと類似したトロープを採用しており、市民（最初は少数派）に民主主義を放棄させるために、虚偽、半真実、個人的な罵倒、脅威、外国人嫌悪、国家安全保障の恐怖、宗教的偏見、白人の人種差別、経済的不安の搾取、そしてスケープゴートの終わりなき模索を使用する。コノリーは彼の著書『野心的ファシズム』（2017年）で同様のリストを提示し、演劇と群衆参加の統合を修辞学と比較している。これには壮大な身体的ジェスチャー、しかめ面、ヒステリックな論難、ドラマチックな繰り返し、もう一つの現実の虚偽主張、そして聴衆が大声で唱和するよう強く促されるシグネチャーフレーズの組み込みが含まれる。これらの類似性にもかかわらず、コノリーはトランプがナチではなく、「むしろ、群衆の賞賛、超攻撃的なナショナリズム、白人の勝利主義、軍国主義を追求し、警察に無責任な権力を与える法と秩序体制を追求し、彼が提唱する大きな嘘を動員するために定期的にフェイクニュースを作り出し反対者を中傷する修辞的スタイルの実践者である野心的ファシスト」であると強調している。
メディア倫理学者のケリー・マクブライドは、ジャーナリストが彼のレトリックを簡潔に伝えることは困難な仕事であると述べており、これが「セインウォッシング」につながると批判している。つまり、ジャーナリストが「彼のスピーチを選択的に引用して実際よりも筋が通っているように見せている」、そして「トランプのアイデアをニュース記事にまとめて、まるでそれらが分別のある提案であるかのように扱っている」ということである。

## トランピズム

トランプがマイク・ペンスを副大統領候補に選ぶ前の2016年大統領選挙中に使用された「アメリカを再び偉大に！」の看板

トランピズムまたはトランプ語とは、トランプの癖、修辞法、そして特徴的なフレーズや発言を指す。これらは「トランプだけが言いたい放題できる」カラフルなコメントとして説明されている。2016年までに、『ポリティコ』はかつてトランプの失言と呼ばれていたものが、今では「トランピズム」と呼ばれるようになったと指摘した。これらは有名になり、トランプの自信に満ちた誇張と一般的な詳細の欠如を模倣する多数のコメディカルな物真似の題材となっている。MITの学生は人工知能を使用して大統領をパロディ化するTwitterボットを構築し、「驚くほどトランプらしい発言」を作り出した。人工知能はまたトランプ語の分析にも使用されている。トランプの子供たちは彼の非典型的な話し方のパターンを認めており、イヴァンカとエリック・トランプの両者が父親のトランピズムの一部を共有していると述べている。
ジャーナリストのエミリー・グリーンハウスは2015年の『ブルームバーグ』の記事で、トランプが政治において最も引用される人物かもしれないと指摘し、次の例を挙げた。
私は大統領選に出馬した中で史上最も成功した人物である。私以上に成功した人物はいない。私は史上最も成功した出馬者である。ロス・ペローは私のように成功していない。ロムニー—私はロムニーよりも価値のあるグッチの店を持っている
トランプはアポファシス（言及しないと言いながら言及する修辞技法）の使用で知られている。例えば、彼は金正恩について「彼を『短くて太った』と決して呼ばないだろう」と述べた。
トランピズムはしばしば批判者に向けた侮辱の形で現れ、例えば「犬(dogs)」、「敗者(losers)」、そして「人民の敵(enemies of the people)」などがある。

## 暴力と非人間化
トランプはアメリカにおける政治的暴力を彼の賛否両面で増加させる鍵となる人物として特定されている。トランプは過激主義、陰謀論、例えばQアノン、そして極右の民兵運動を、現代のアメリカ大統領のどの人物よりも大きく受け入れている。トランプは非人間化、戦闘的、暴力的な修辞法を主張し、政治的敵に対する報復を約束した。トランプの1月6日の議会議事堂襲撃の正常化と修正主義的歴史観、および1月6日の暴動参加者全員への恩赦は、プラウド・ボーイズとオース・キーパーズを含め、テロ対策研究者によって将来の政治的暴力を奨励するものとして説明された、トランプはその後、これら二つのグループが政治的会話の中に場所を持つかもしれないと示唆した。
2023年、ロイターは1970年代以来最高レベルの政治的に動機づけられた暴力を調査したシリーズの報告を発表し、トランプが初めて大統領選に出馬した2016年に始まり、物的被害よりも人に向けられた暴力が比較的多い状況が続いていることを指摘した。ロイターはこの増加について、トランプ時代の「粗雑化」した政治的修辞学を含むいくつかの理論を挙げている。彼らはまた、2021年1月6日以降に政治的理由で他者を殺害した人々は主に極右に関連していたことも発見した。
トランプの修辞法は「威力に訴える論証」、つまり行動を強制するための力と脅迫への訴えを使用していると説明されている。トランプは支持者による暴力の可能性を示唆する直接的または隠された発言をもっともらしい否認と共に使用することが注目されている。彼は確率的テロリズムを使用していると説明されている。『ポリティコ』でマイケル・シャッファーは「第45代、そして恐らく第47代大統領において、アメリカは前例のない修辞的暴力を持つ政治家を戴くこととなる」と述べた。

### 2016年大統領選挙キャンペーン
ドナルド・トランプの2016年大統領選挙キャンペーンの発表は、メキシコ移民に対する非人間化を伴う修辞法が批判されており、「メキシコが自国民を送るとき、彼らは最高の人々を送ってきているわけではない ... 彼らは多くの問題を抱えた人々を送って来て、それらの問題を持ち込んでいる。彼らは麻薬を持ち込んでいる。彼らは犯罪を持ち込んでいる。彼らはレイプ犯である。そして、私が思うに、中には良い人もいるだろう」というコメントが問題視された。
2016年2月1日、トランプに対して2つのトマトを投げた個人に対応して、トランプはアイオワ州シーダーラピッズの集会で聴衆に「そいつらをぶん殴ってくれないか」と述べた。
2016年2月23日、ネバダ州ラスベガスでの彼の集会の一つで野次馬が排除された後、トランプは聴衆に「本当に言うと、彼の顔をぶん殴りたい」と述べた。
2016年の時点で、確率的テロリズムは教授デヴィッド・S・コーエンによると「わかりにくい」学術用語であった。2016年8月9日の選挙集会中、当時の候補者のドナルド・トランプは発言した「もし彼女［ヒラリー・クリントン］が自分の判事を選ぶことになれば、皆さん、何もできることはない。ただし、修正第2条を重視する人々なら、おそらく何かできるかもしれない。私にはわからない」。これらのコメントは暴力を扇動するものとして広く非難され、コーエンによって「確率的テロリズム」と説明され、この用語をさらに普及させた。

### 第一次大統領任期
2017年7月28日、警察官に対するスピーチを行っている際、トランプは容疑者逮捕時に「あまり親切にしないように」と述べた。彼の発言はNYPDのジェームズ・オニール警察長官によって批判された。
2018年2月5日、トランプは一般教書演説中に彼に拍手をしなかった民主党議員が「反逆」を犯した可能性があると示唆した。彼のコメントは上院議員のディック・ダービンによって批判された。
2019年5月、トランプの選挙集会中に、聴衆の一人が国境を越える不法移民を撃つことを提案し、トランプはジョークで「それはパンハンドルだけで許されることだ」と応じた。

### 2020年大統領選挙キャンペーンとその余波
2020年のCOVID-19パンデミックの間、トランプは「中国ウイルス」および「カンフルー(Kung-flu、カンフーとインフルエンザのかばん語）」という表現を日常的に使用し、これらはアジア系アメリカ人に対する高まるヘイトクライムに対する無配慮として批判された。トランプは頻繁にアンティファとBLM抗議者を一部の人々が懸念すると思われる言葉で批判した。トランプはまた、特定の州での選挙方法（特に郵便投票）を繰り返し批判し、これが選挙管理者へのハラスメントにつながった。選挙が盗まれたというトランプの虚偽の主張に触発されて、選挙後にトランプ支持者による選挙管理者への暴行と脅迫が著しく増加し、これをロイターは「アメリカの民主主義の基盤を揺るがす恐怖のキャンペーン」と呼んだ。ロイターは一部の殺害予告をドナルド・トランプに触発されたものとして報じた。司法省は選挙管理者への2000件以上の脅迫を調査し、いくつかの司法管轄区域では複数の脅迫者に対して告発が行われ、12の州が選挙管理者を保護する法律を強化した。
2020年5月30日、『ABCニュース』はトランプの名前が明示的に引用された54件の暴力、疑惑の暴行および脅迫の裁判記録やその他の文書を発見し、そのうち41件がトランプを模倣し、13件がトランプに反抗するものであるという記事を発表した。2021年1月9日、『Vox』は「トランプがヘイトグループと政治的暴力を奨励した包括的なタイムライン」を発表した。

### 2024年大統領選挙キャンペーン
トランプの2024年キャンペーンにおいては以前にも増して政敵に対する非人間化する暴力的修辞法の多用が注目されている。トランプは彼の刑事裁判に関わる証人、裁判官、陪審員、そして彼らの家族を攻撃した。以前の大統領選挙キャンペーンと同様に、トランプの2024年キャンペーンは反移民的なネイティビストな恐怖扇動を定期的に主張している、人種的ステレオタイプ、そして移民を非人間化している。トランプの反移民的な論調は彼の以前の大統領時代と比較してより厳しくなっている。トランプの声明や行動のいくつかはナチスの修辞法、極右のイデオロギー、反ユダヤ主義、白人至上主義を反映していると非難されている。2023年の『ニューヨーク・タイムズ』によると、学者たちの間では「より独裁者的な修辞法の転換は彼の左派への最新の挑発なのか、彼の信念における進化なのか、あるいはベールを脱いだのか」について意見が分かれている。また、一部の専門家は「トランプがハンガリーのヴィクトル・オルバーンやトルコのレジェップ・タイイップ・エルドアンのような現在の独裁者と似た特性を示している」と結論付けたと報じられている。トランプの政敵に対するより厳しい修辞法は、歴史家や学者によってポピュリスト的、権威主義的、ファシスト的と表現されており、アメリカの歴史上、政治候補者が今までに言ったことのないようなものだとされる。トランプとカマラ・ハリスの討論会以降の20回の集会で、『ポリティコ』はその修辞法、特に移民に関するものが暗くなっていることを発見し、専門家らは権威主義およびナチのイデオロギーを強く反映していると指摘した。

## 虚偽
アメリカ合衆国大統領としての任期中およびその後、トランプは数万件の虚偽または誤解を招く主張をした。『ワシントン・ポスト』のファクトチェッカーは、彼の大統領任期中に30,573件の「虚偽または誤解を招く」主張を記録し、これは1日あたり約21件の平均である。『トロント・スター』は2017年1月から2019年6月までの5,276件の「虚偽」主張を集計し、1日あたり平均6.1件となった。解説者とファクトチェッカーはトランプの嘘のつき方の規模をアメリカの政治において「前例のない」ものと表現しており、虚偽の一貫性が彼のビジネスと政治的アイデンティティの特徴的な部分となっている。トランプのツイートの学術的分析は欺こうとする「重要な証拠」を見出した。
2019年6月までに、最初は抵抗していた多くのニュース組織がトランプの虚偽のいくつかを「嘘」と表現し始めた。『ワシントン・ポスト』は、彼が虚偽であることを知っている主張を頻繁に繰り返すことは偽情報に基づくキャンペーンに相当すると述べた。トランプのキャンペーンCEOおよび大統領職の首席戦略官であるスティーブ・バノンは、報道機関が民主党ではなくトランプの主要な敵であり、「彼らに対処する方法は、ゾーンを糞で溢れさせることだ」と述べた。
2020年アメリカ合衆国大統領選挙を覆そうとする試みの一環として、トランプとその同盟者たちは大規模な選挙不正があったこと、そしてトランプが選挙に勝ったことを繰り返し虚偽主張した。彼らの努力は大きな嘘のプロパガンダ手法の実装として特徴づけられており、「虚偽の放水」として説明されている。
2023年6月8日、大陪審はトランプを「虚偽の声明と表現」の1件で起訴した、具体的には、彼自身の弁護士が見つけて政府に返そうとしていた令状で差し押さえられた機密文書を隠していたことで。2023年8月、トランプの2020年選挙に関する21の虚偽が彼のワシントンD.C.起訴状に記載され、27件が彼のジョージア州起訴状に記載された。
フィリップ・ラッカーがトランプへの「明らかな言及」と表現するように、元FBI長官のジェームズ・コミーは「嘘つきの心理学」について考察している。コミーはマフィアに対する検察官としての経験、トランプ政権での時間、そして彼が求められたが拒否した忠誠の誓いを思い出す。
黙認の輪。完全な支配にある上司。忠誠の誓い。私たち対彼らの世界観。道徳や真実よりも組織を優先するような忠誠心のコードに奉仕するために、大小すべてのことについての嘘つき…。「嘘つきたちは」何が真実で何がそうでないかを区別する能力を失う、とコミーは書いている。「彼らは他の嘘つきたちに身を囲まれる…。特典とアクセスは嘘をつくことを厭わない者や嘘を容認する者に与えられる。これが文化を作り出し、それが生き方全体になる」
2024年の『ニュー・リパブリック』の記事は、トランプが語る嘘と有権者間の彼の支持率との関係を検討し、それが彼の支持に重要な影響を与えていることを示唆した。
早期投票の開始時に、NPRはトランプが侮辱、脅迫、嘘を含むより暗い修辞法を使用していると述べた。